# Parque Nacional Marítimo Saguenay - São Lourenço

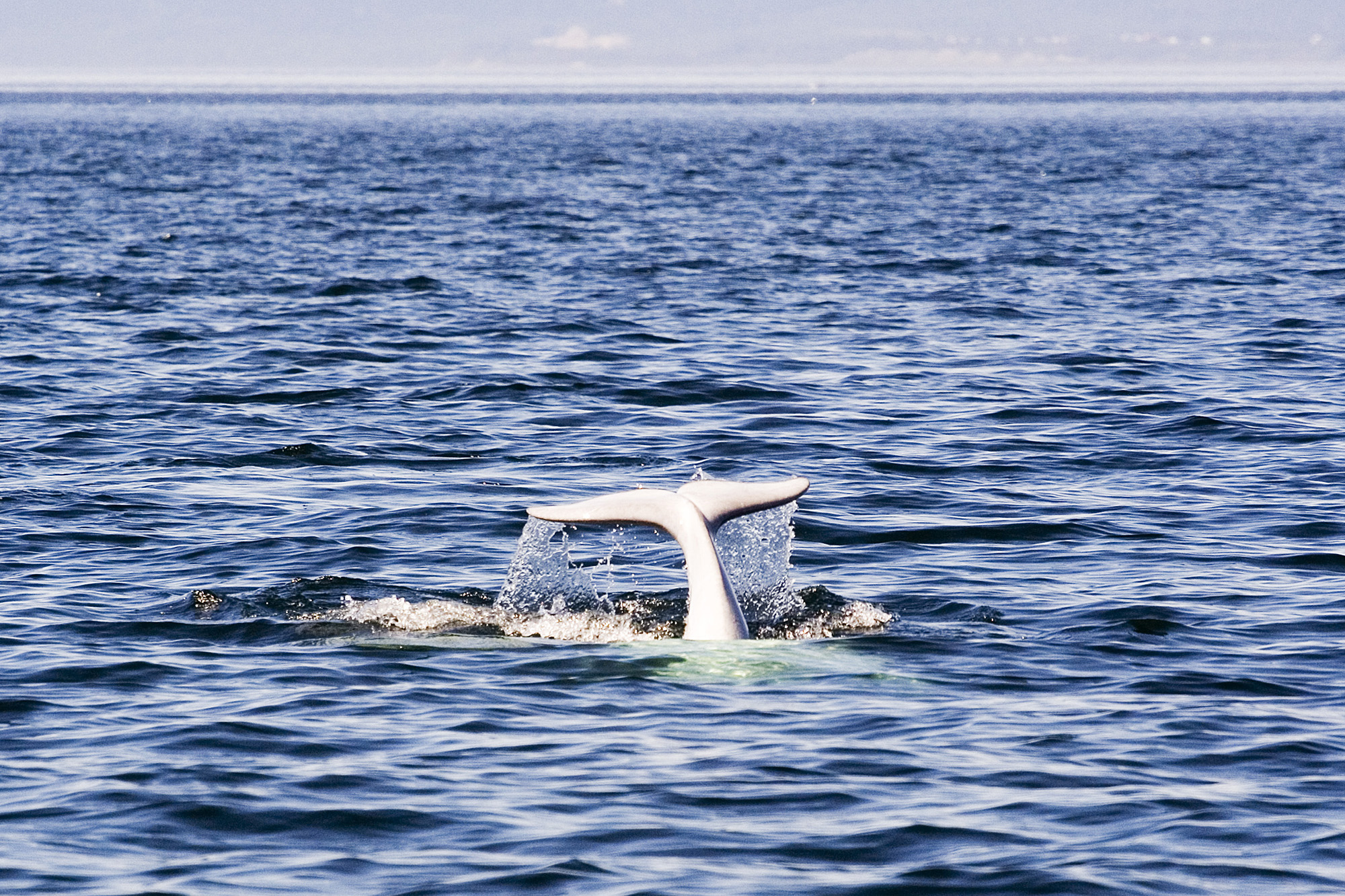
Baleia-beluga (Delphinapterus leucas) avistada em Tadoussac, Quebec, Canadá

O Parque Nacional Marítimo Saguenay - São Lourenço está localizado no local onde o fiorde do Rio Saguenay encontra-se com o estuário do Rio São Lourenço na província de Quebec, Canadá. O parque visa proteger o meio ambiente marítimo do local, onde, por sua vez, baleias, inclusive baleias brancas, encontram um rico suprimento alimentar, o qual é devido ao encontro de águas no local.